# آيت أوعمي (أمغاس)
آيت أوعمي هو دُوَّار يقع بجماعة الحمام، إقليم خنيفرة، جهة بني ملال خنيفرة في المملكة المغربية. ينتمي الدوّار لمشيخة أمغاس التي تضم 14 دوار. يقدر عدد سكانه بـ 74 نسمة حسب الإحصاء الرسمي للسكان والسكنى لسنة 2004.

## وصلات خارجية
- البوابة الوطنية للجماعات الترابية
- المندوبية السامية للتخطيط